# Darko Mišić
Darko Mišić (Bania Luka, Bosnia, 27 de junio de 1991) es un futbolista bosnio nacionalizado croata. Juega de defensor y su equipo es el N. K. Radomlje de la Primera Liga de Eslovenia.

## Clubes
| Club                       | País                 | Año       |
| -------------------------- | -------------------- | --------- |
| Union Weißkirchen          | Austria              | 2010      |
| H. N. K. Sloga Uskoplje    | Bosnia y Herzegovina | 2011      |
| N. K. Travnik              | Bosnia y Herzegovina | 2011-2013 |
| N. K. Čelik Zenica         | Bosnia y Herzegovina | 2013-2015 |
| N. K. Zadar                | Croacia              | 2015      |
| N. K. Istra 1961           | Croacia              | 2015-2017 |
| F. K. Mladost Doboj-Kakanj | Bosnia y Herzegovina | 2017-2019 |
| F. K. Zvijezda 09          | Bosnia y Herzegovina | 2019      |
| F. C. Koper                | Eslovenia            | 2019-2021 |
| N. K. Radomlje             | Eslovenia            | 2022-     |